# Cophixalus tetzlaffi
Espèce
Statut de conservation UICN

 DD  : Données insuffisantes
Cophixalus tetzlaffi est une espèce d'amphibiens de la famille des Microhylidae.

## Répartition
Cette espèce est endémique de la province indonésienne de Papouasie occidentale en Nouvelle-Guinée occidentale. Elle se rencontre dans les environs de Fakfak, dans la péninsule de Bomberai. Sa localité type est située à 860 m d'altitude,.

## Étymologie
Cette espèce est nommée en l'honneur d'Immo Tetzlaff.

## Publication originale
- Günther, 2003 : First record of the microhylid frog genus Cophixalus from western Papua, Indonesia, with descriptions of two new species (Anura: Microhylidae). Herpetozoa, vol. 16, p. 3-21 (texte intégral).